# Džer
Džer je bio 2. egipatski faraon 1. dinastije. 

## Ime
Džer je bilo egipatsko ime, ali je ovaj faraon imao i druga imena. Turinska lista kraljeva navodi ga kao Itija, Abidska lista također, a Maneton ga zove Atothis (Atoti). 

## Životopis
Džer je bio sin Hora-Ahe i Hent I.; teta mu je bila Benerib. Džerov djed Narmer je bio ujedinitelj Egipta i 1. faraon. Džer je oženio svoje sestre Herneit i Šeš II.; prva mu je rodila nasljednika - Džeta, i kćer Merneit. Džer je oženio još dvije žene, ali nije poznato što su one bile prije udaje za njega, a zvale su se Naktneit i Penebui.
Džer je posjetio gradove Buto i Sais. 

## Dužina vladavine
Dok je Maneton tvrdio da je Džer vladao 57 godina, moderna istraživanja Tobyja Wilkinsona u djelu Royal Annals of Ancient Egypt ističe kako je faraonu vremenski bliži i stoga pouzdaniji dokument Kamen iz Palerma, koji Džeru pripisuje vladavinu od "41 cijele i djelomične godine". 

## Vladavina
Džer se vjerojatno borio u nekoliko bitaka protiv Libijaca u Delti Nila.
Dokazi da se to dogodilo za Džerovog života su:
- grobnica u Umm el-Qa'abu, Abid,
- pečati s grobova 2185 i 3471 u Sakari
- natpisi na grobovima 3503, 3506 i 3035 u Sakari,
- pečati i natpisi iz Helwana (Saad 1947: 165; Saad 1969: 82, pl. 94),
- posuda iz Turaha s imenom kralja (Kaiser 1964: 103, fig.3)
- UC 16182 pločica od slonovače iz Abida, dodatni grob 612 na prilazu Džera (Petrie 1925: pl. II.8; XII.1),
- UC 16172 bakrena sjekira s imenom kralja Džera (grob 461 u Abidu, Petrie 1925: pl. III.1, IV.8).

## Grobnica
Kao i njegov otac Aha, bio je sahranjen na svetom mjestu Abidu, u Umm el-Qa'abu. Blizu njegovog groba se nalazi i drugi grob, koji je pripadao njegovoj kćeri Merneit, majci kasnijeg kralja Dena, koja je bila regentica. Od 18. dinastije se njegov grob slavio kao grob Ozirisa, boga podzemlja.